# Оса Регнер
Оса Шарлотт Регнер (швед. Åsa Charlotte Regnér, при народженні Pettersson; нар. 1964) — шведська політична діячка та феміністка. 

## Біографія
Народилася 26 серпня 1964 року в Стокгольмі. Росла в Лінчепінгу і Муталі, в дорослому віці взяла дошлюбне прізвище матері. 
З 1984 по 1985 рік вивчала політологію, соціологію та німецьку літературу в Університеті Ерлангена—Нюрнберга, Німеччина. Потім навчалася в Стокгольмському університеті, де здобула бакалаврський ступінь в іспанській і німецькій історії мистецтва. У 2011 році здобула магістерський ступінь у галузі розвитку демократії, закінчивши Уппсальський університет.   
Працювала чиновницею в Tjänstemännens centralorganisation (TCO) і Міністерстві зайнятості Швеції. Під час перебування Єнса Орбака на посаді міністра з питань гендерної рівності в соціал-демократичному уряді Ганса Перссона, Оса Регнер працювала разом з Орбак в канцелярії прем'єр-міністра, згодом працювала чиновницею в Міністерстві юстиції Швеції. У 2007—2012 роках вона була генеральною секретаркою Шведської національної асоціації сексуальної освіти (RFSU, Riksförbundet för sexuell upplysning). Потім протягом короткого проміжку часу працювала регіональною директором структури ООН-Жінки в Болівії (в 2013 — 2014 роках).  
3 жовтня 2014 року Регнер була призначена міністеркою в справах дітей, літніх людей та рівності в уряді Левена. 7 березня 2018 року вона оголосила про свій відхід з міністерської посади, щоб зайняти позицію в штаб-квартирі ООН як заступниця виконавчого директора організації ООН-Жінки. Наступницею Оси Регнер стала Лена Галленгрен, що вступила на посаду 8 березня 2018 року.   

#### Особисте життя
З 1993 по 1996 рік Оса Регнер була одружена з економістом Хоканом Регнером (до шлюбу носив прізвище Андерссон). Потім зустрічалася з Пером Седеллом, онуком священнослужителя. У 2001 році народила від Седелла дочку, у 2003 — сина. 